# 商人广场

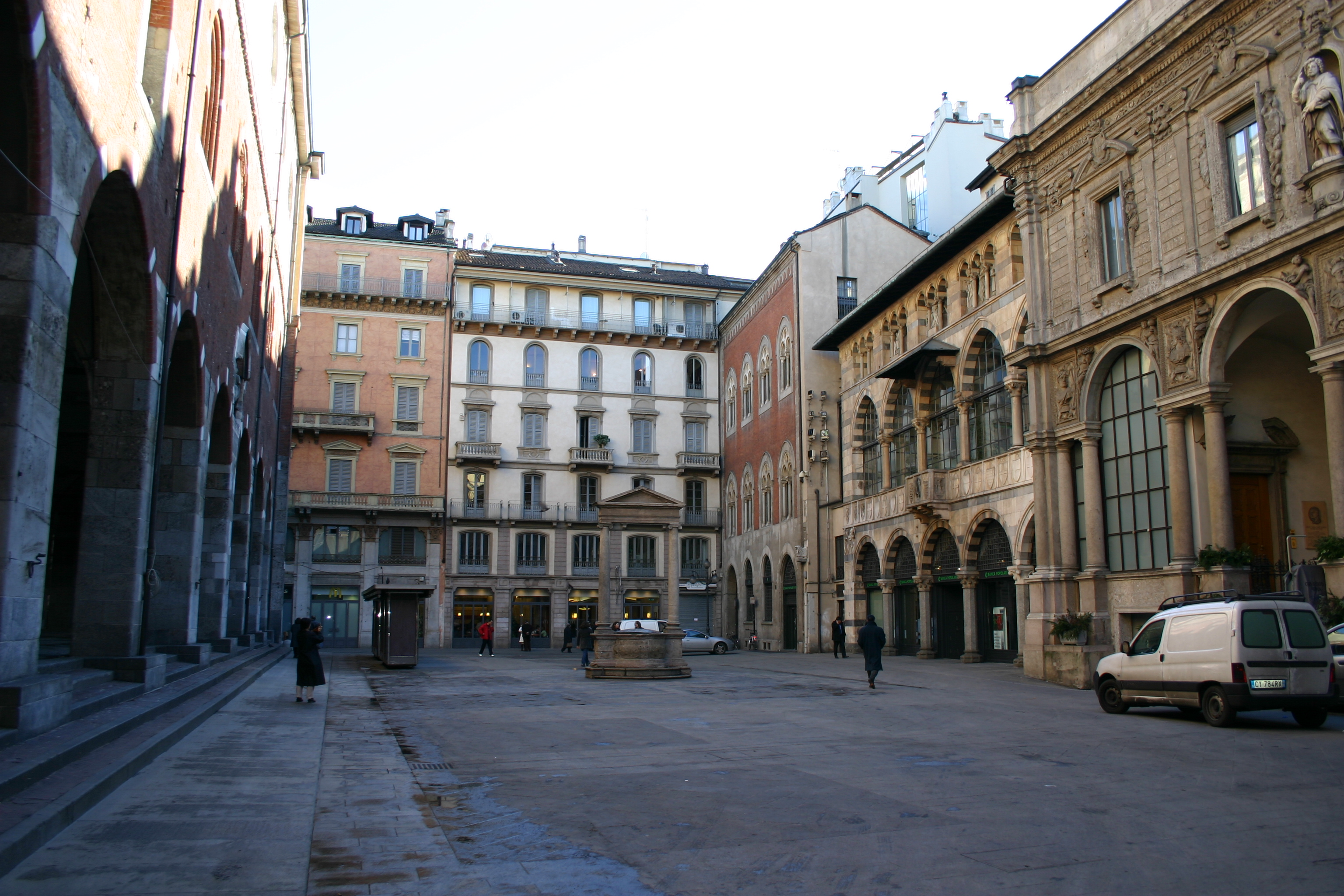
商人广场,东望。在右侧，奥西凉廊（远处）和帕拉丁学校宫（近处）；在左侧，司法宫

45°27′53.83″N 9°11′16.64″E / 45.4649528°N 9.1879556°E
商人广场（義大利語：Piazza Mercanti）是意大利米兰市中心的一个广场，位于主教座堂广场（现代米兰城市的中心）与科尔杜西奥广场（Piazza Cordusio，中世纪米兰的心脏）之间。在中世纪，该广场较今日为大，称为博罗列多广场（Piazza del Broletto），得名于广场中心（现在位于北侧）的新博罗列多宫。在13世纪，广场有6个入口，每一个都与一项特别的生意有关，从铁匠到帽子制造商。 
直到19世纪末，米兰最重要的和传统的集市就在商人广场举行。

## 宫殿
广场上有五座主要建筑：
- 新博罗列多（Broletto Nuovo），又名理性宫（Palazzo della Ragione），位于广场北侧。它建于1233年，作为该市的行政总部（broletto）。
- 哥特式风格的帕尼伽罗拉府（Casa Panigarola），又名公证宫（Palazzo dei Notai），建于15世纪，在西侧；
- 巴洛克风格的帕拉丁学校宫（Palazzo delle Scuole Palatine），建于17世纪，由卡罗 Buzzi设计，位于南侧；取代了从前的博罗列多学校（Scuole del Broletto）建筑。
- 奥西凉廊（Loggia degli Osii）也位于广场南侧，建于1316年；它也是一座行政建筑，有宣布政府法令的阳台；
- 东侧是朱利康素蒂宫（Palazzo dei Giureconsulti），建于1561年；其塔楼更为古老，可追溯至13世纪（虽然在很大程度上是17世纪修复的结果）。

## 雕塑
广场上有许多雕塑。司法宫有两个著名的浮雕，一个是野猪，另一个是下令建造宫殿的。
雕塑家创作了广场上的两尊雕塑，一尊是古罗马诗人奥索尼乌斯（位于珠宝门，广场的一个入口），另一尊是希波的奥古斯丁（在帕拉丁学校的立面）。
另一尊著名的雕像是安波罗修，位于朱利康素蒂宫的立面。